# تسغوک (آتشفشان)
تسغوک و یا قارقار (ارمنی: Ծղուկ, ترکی آذربایجانی: Qarqar) یک گروه از مخروط‌های آتشفشانی می‌باشد که در بخش مرکزی لبه آتشفشانی سیونیک در مرز ارمنستان و جمهوری آرتساخ در ۶۰ کیلومتری جنوب شرقی دریاچه سوان واقع شده‌است. سنگ‌نگاره‌ها در آخرین مراحل به خاک سپرده شده‌اند و فعالیت‌های زمین‌لرزه را مختل کرده‌اند، فعالیت بین هزاره چهارم و اوایل سوم پیش از میلاد (۴۷۲۰ ± 140 years BP) را نشان می‌دهد. 